# Lincoln Near-Earth Asteroid Research

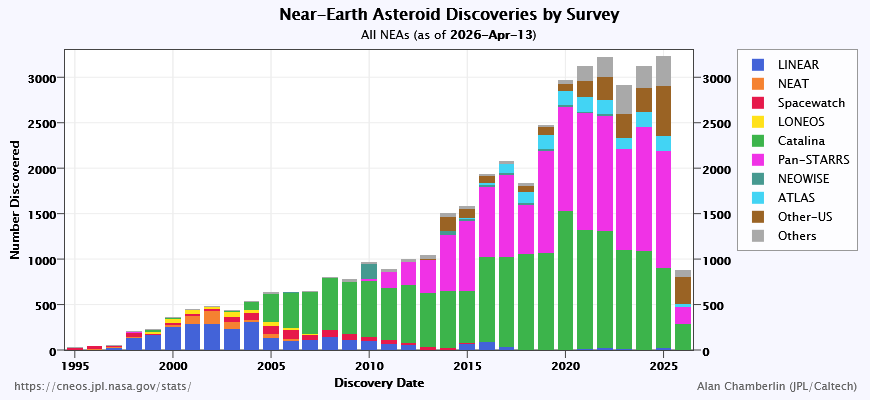
Gráfico de NEO detectados

LINEAR (Lincoln Near-Earth Asteroid Research) es un programa de localización y seguimiento sistemático de asteroides cercanos a la Tierra, único en todo el planeta. Trata de localizar y predecir el riesgo de colisión de asteroides con la Tierra. Es el responsable de la mayor parte de los descubrimientos de asteroides desde 1998.
A finales de 2007 había descubierto 226 193 nuevos objetos, de los cuales 2019 eran asteroides cercanos a la Tierra y 236 eran cometas. Para realizar todos estos descubrimientos usa telescopios robóticos.
Es un programa conjunto entre la NASA, la Fuerza Aérea de los Estados Unidos y el Laboratorio Lincoln del MIT.
El observatorio principal se encuentra en Nuevo México, en el desierto, alejado de todo núcleo urbano, lo que le permite vigilar el espacio sin molestas luces procedentes de las ciudades (Contaminación lumínica). Entre la plantilla se encuentran astrónomos, geólogos, militares, matemáticos e ingenieros. 
Actualmente, el gobierno de EE. UU. destina solamente cuatro millones de dólares a la investigación de asteroides potencialmente peligrosos para la Tierra. Se calcula que se han detectado cerca del 60 % de los asteroides cercanos a la Tierra, y que ninguno es peligroso para la Tierra. No obstante, no se sabe nada sobre el 40 % de asteroides restantes que se calculan que no han sido detectados aún.

## Historia
Las primeras pruebas de campo datan de 1972. A principios de los 80 se construyó el primer prototipo funcional. El programa LINEAR comenzó operando en 1996 un telescopio de un metro de apertura, dedicado por entero a la búsqueda de asteroides cercanos a la Tierra (NEA).
Entre marzo y julio de 1997 se probó con el uso de un detector CCD de 1024 x 1024 píxeles, con el que se descubrieron cuatro asteroides cercanos a la Tierra; en octubre de 1997 se cambió por otro de 1960 x 2560 píxeles.
A principios de octubre de 1999 se incorporó un nuevo telescopio de un metro de apertura; en 2002 se incorporó un tercer telescopio de 0,5 m.

## Algunos asteroides descubiertos por LINEAR
- 2002 TD66
- 2004 FH
- 2008 CT1
- 21551 Geyang
- 21915 Lavnis